# St. Anna (Pfronten)

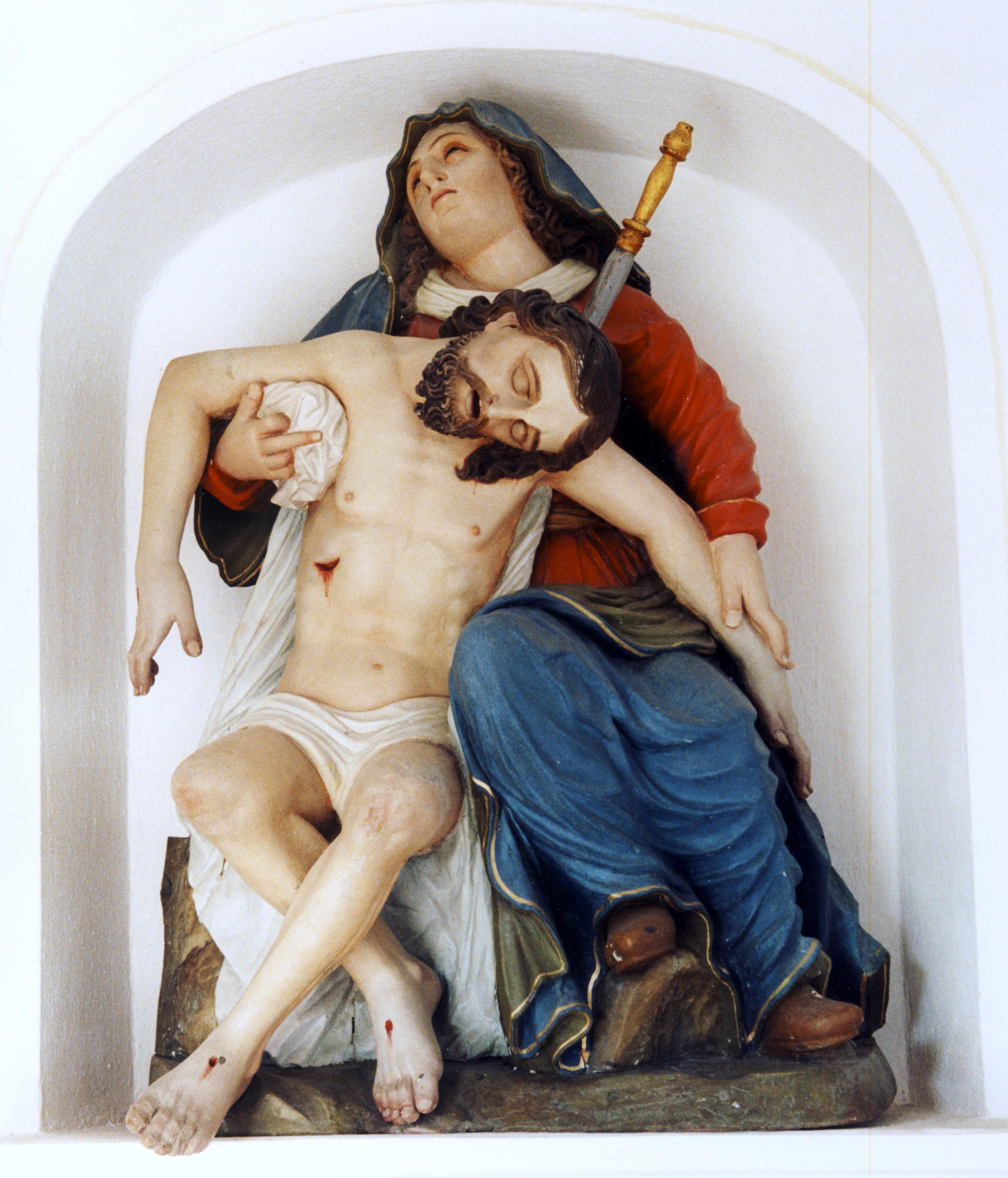
Pieta von Nikolaus Babel

St. Anna ist das Gotteshaus des Pfrontener Ortsteils Rehbichel. Es ist eine Filiale der Pfarrkirche St. Nikolaus in Pfronten-Berg.

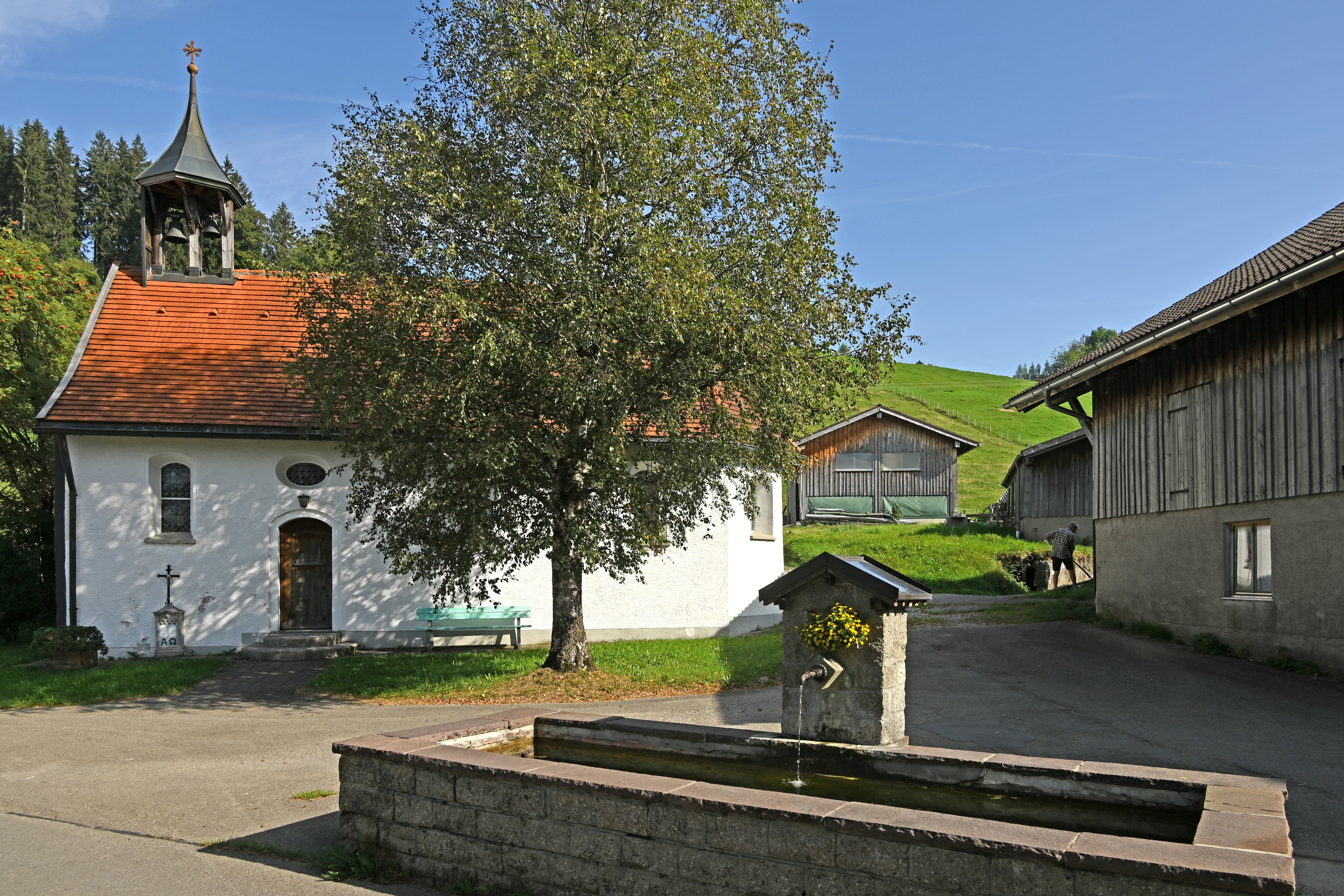
Kapelle St. Anna und Dorfbrunnen

## Geschichte
Ursprünglich stand das Gotteshaus wie die Kapellen in den Nachbarorten Pfronten-Weißbach und Schweinegg außerhalb der Ortschaft auf einer Anhöhe. 1668 wurde die Kirche „wegen des schlechten Grundes“ auf dem „Rehbichl“ abgerissen und herab an den Ortsrand von Rehbichel verlegt. Ein Grund war sicher aber auch, dass die Gebetsstätte im Winter und bei Regenwetter nur beschwerlich zu erreichen war.

## Baubeschreibung
Der ältere, östliche Teil der Kapelle ist ein rechteckiger Bau, an den sich ein dreiseitiger Chor anschließt. Das Schiff hatte zwei Fensterachsen, eine dritte Achse im Chor ist durch gemalte Pilaster vom Langhaus abgesetzt. Die Flachdecke ist gekehlt.
In den Jahren 1732–1736 sind umfangreiche Umbauten und Renovierungsarbeiten durchgeführt worden, wobei auch ein – inzwischen wieder – entferntes Vorzeichen angebaut wurde. 1744/45 erhielt die Kirche einen neuen Dachreiter.
Im 19. Jahrhundert wurde die Kapelle nach Westen verlängert und hier ein südlicher Eingang geschaffen. Auch das Türmchen mit zwei Glocken ist nach hinten versetzt worden.

## Ausstattung
Wie die anderen Pfrontener Gotteshäuser wurde ursprünglich wohl auch St. Anna fast ausschließlich durch einheimische Künstler ausgestaltet. Von der Erstausstattung sind aber nur die Figuren des St. Joachim und des St. Joseph erhalten. Sie wurden gefertigt vom Bildhauer Nikolaus Babel, der laut Heiligenrechnung 1680/81 „für 2 bilder zum altar“ 4 Gulden verdient hat. Noch aus dem 15. Jahrhundert stammt eine Muttergottes, die angekauft wurde. Zum ehemaligen Altar des 19. Jahrhunderts gehörte ein Bild, das heute an der Westwand aufgehängt ist. Es wurde vielleicht vom Pfrontener Kunstmaler Franz Osterried (1808–1853) gemalt und stellt die Unterweisung der hl. Maria durch St. Anna und St. Joachim dar. Der jetzige Schreinaltar, vom Pfarrer Ludwig Kohnle (1856–1930) zusammengefügt, besteht in der Mitte aus einer gotischen Anna selbdritt, deren Herkunft ungeklärt ist. Die beiden flankierenden Relieffiguren (St. Katharina mit Schwert und St. Barbara mit Kelch und Hostie) werden in das Werk des Meisters des Rankweiler Gnadenbildes eingereiht. Beachtenswert ist ebenfalls eine Pietà aus dem 17. Jahrhundert in einer Nische der Nordwand. Sie wird dem Nikolaus Babel zugeschrieben und gilt als eine seiner besten Arbeiten.

St. Anna (Pfronten-Rehbichel)
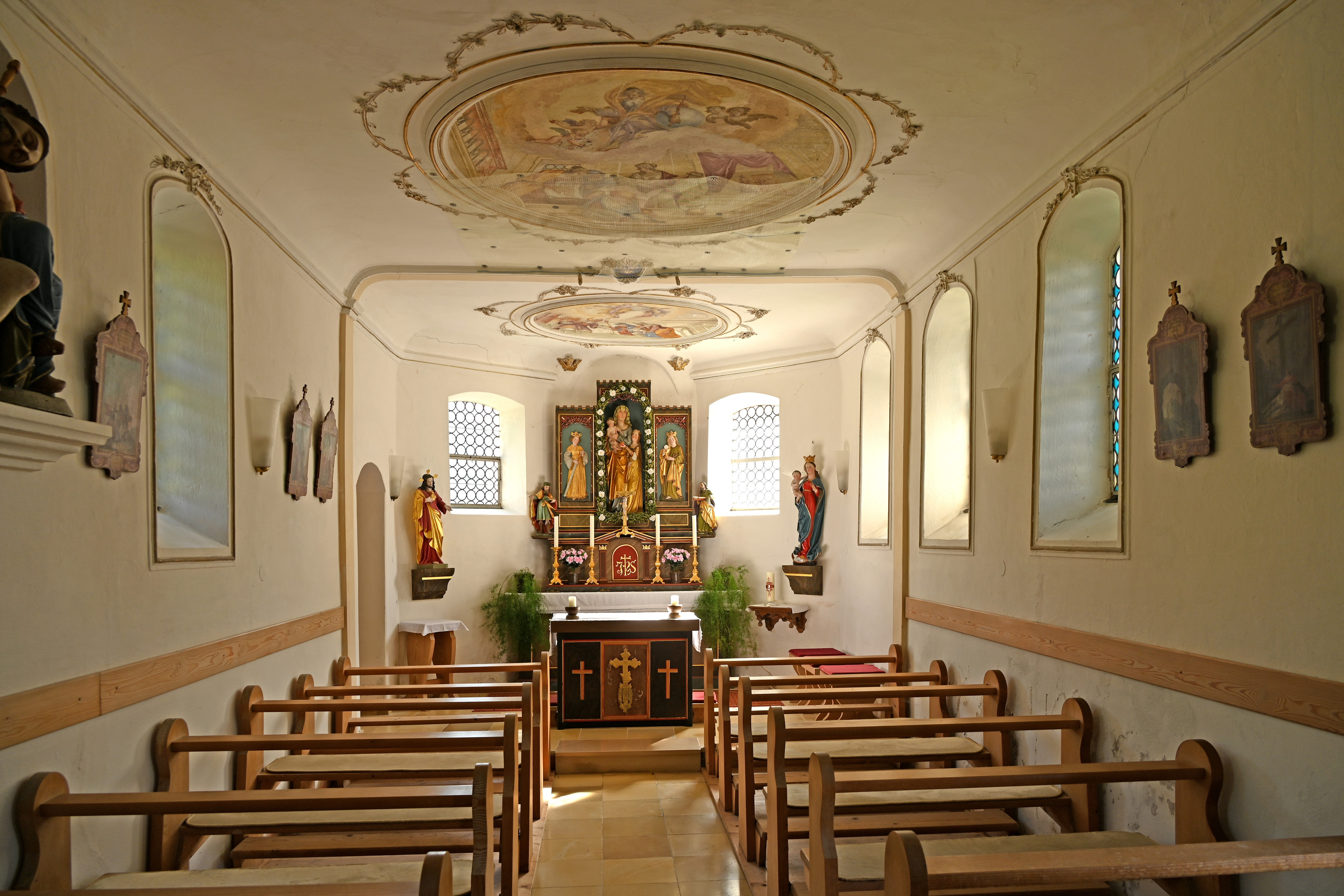
Innenraum nach Osten
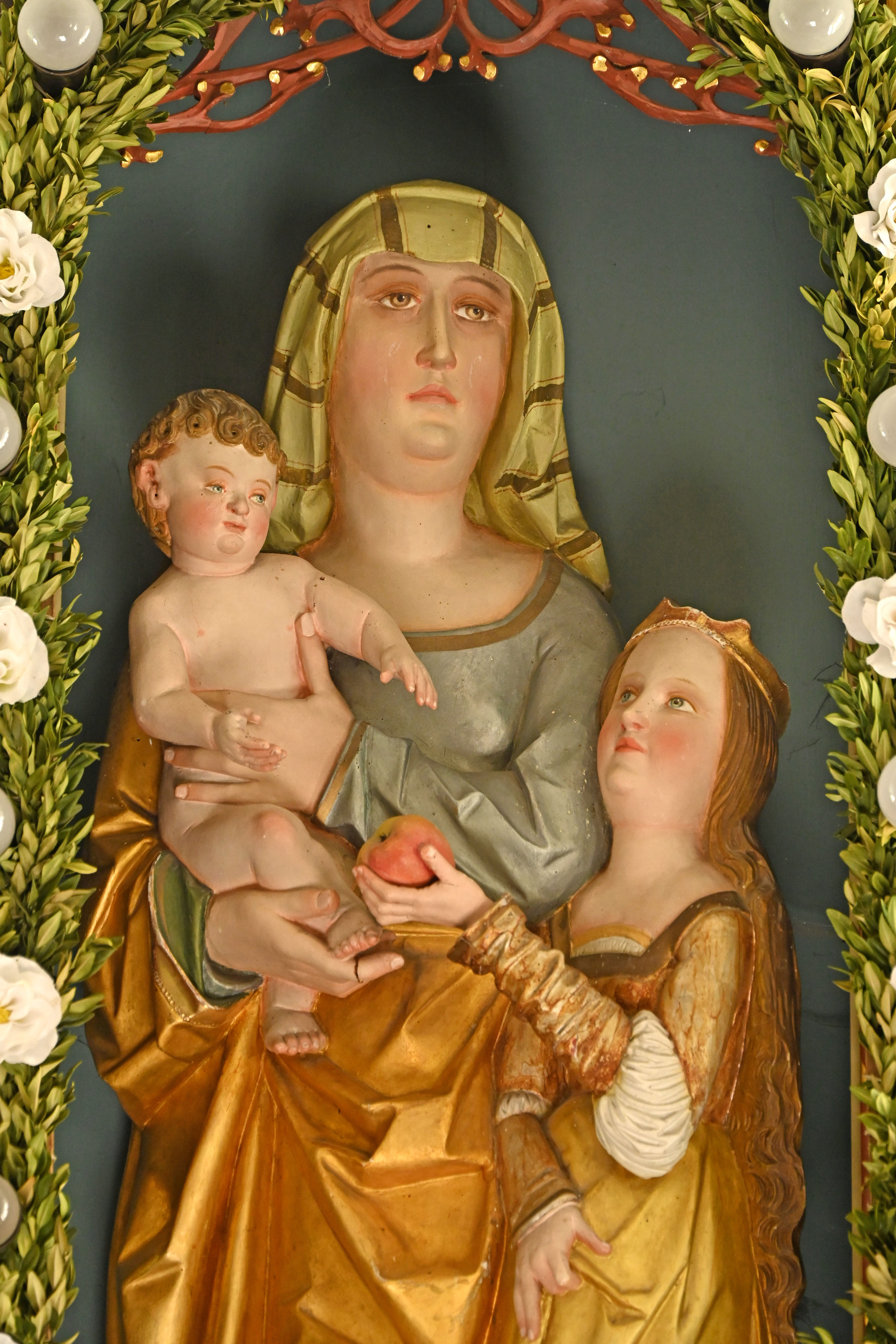
Anna selbdritt
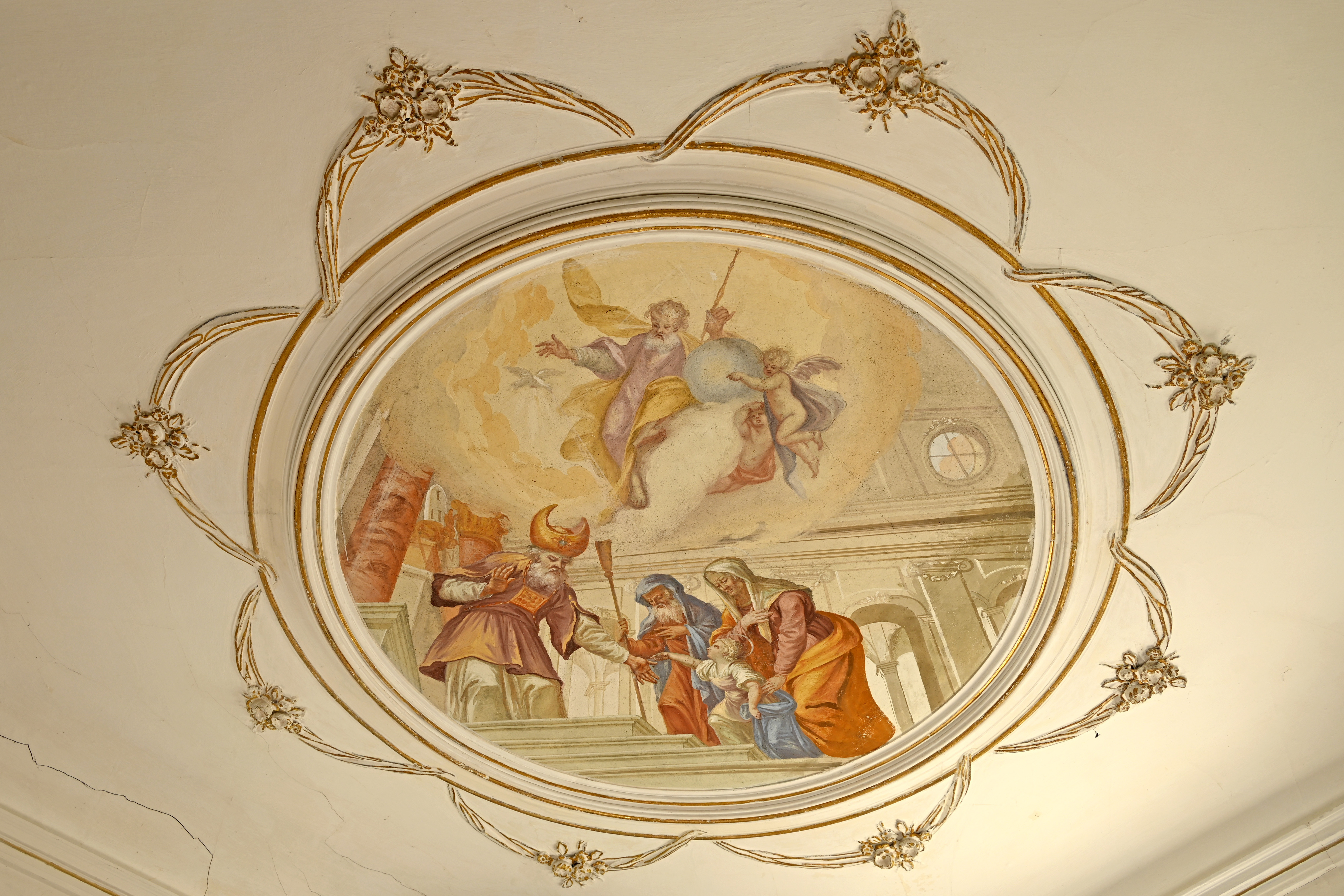
Deckenfresko
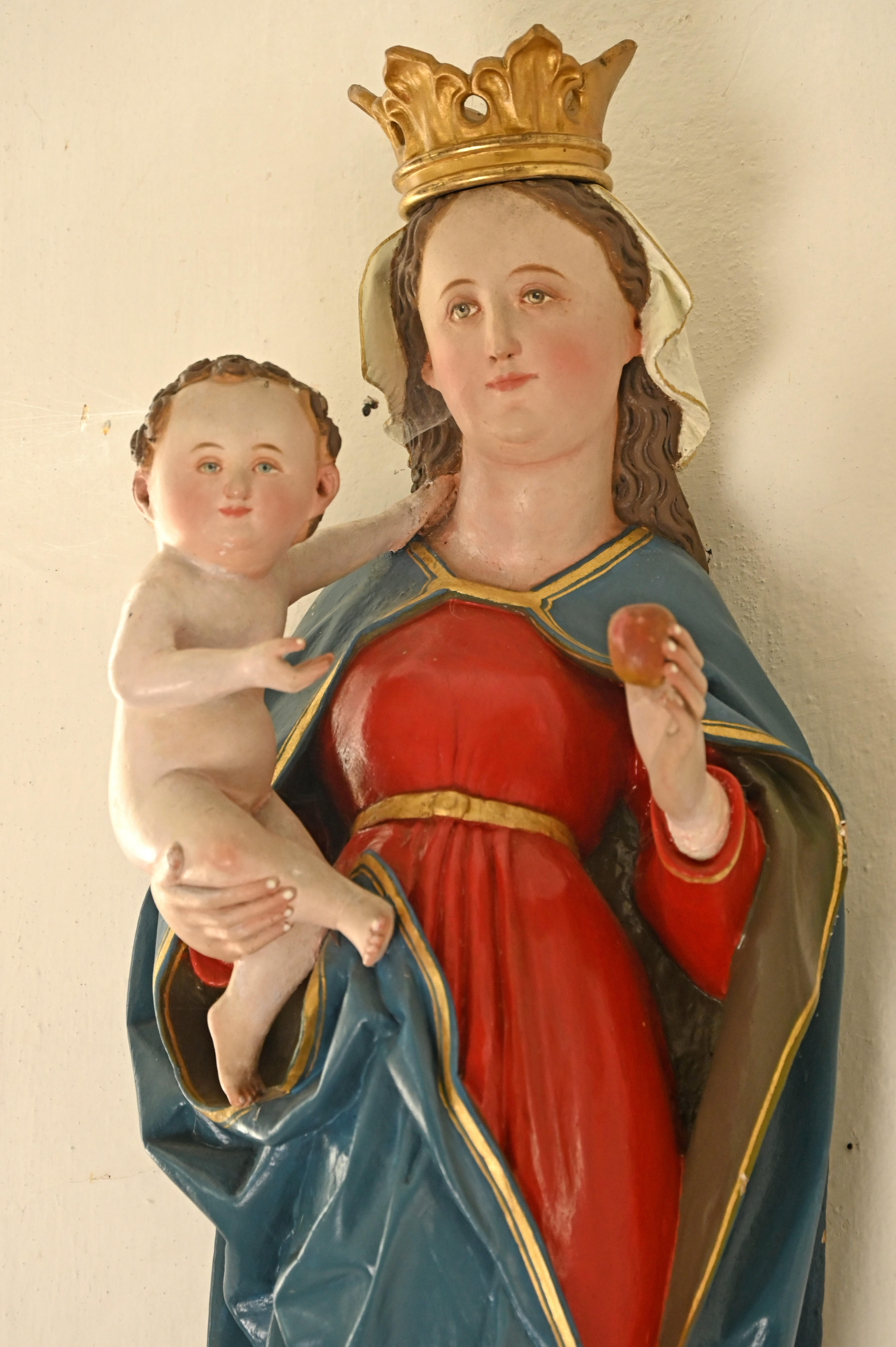
Madonna
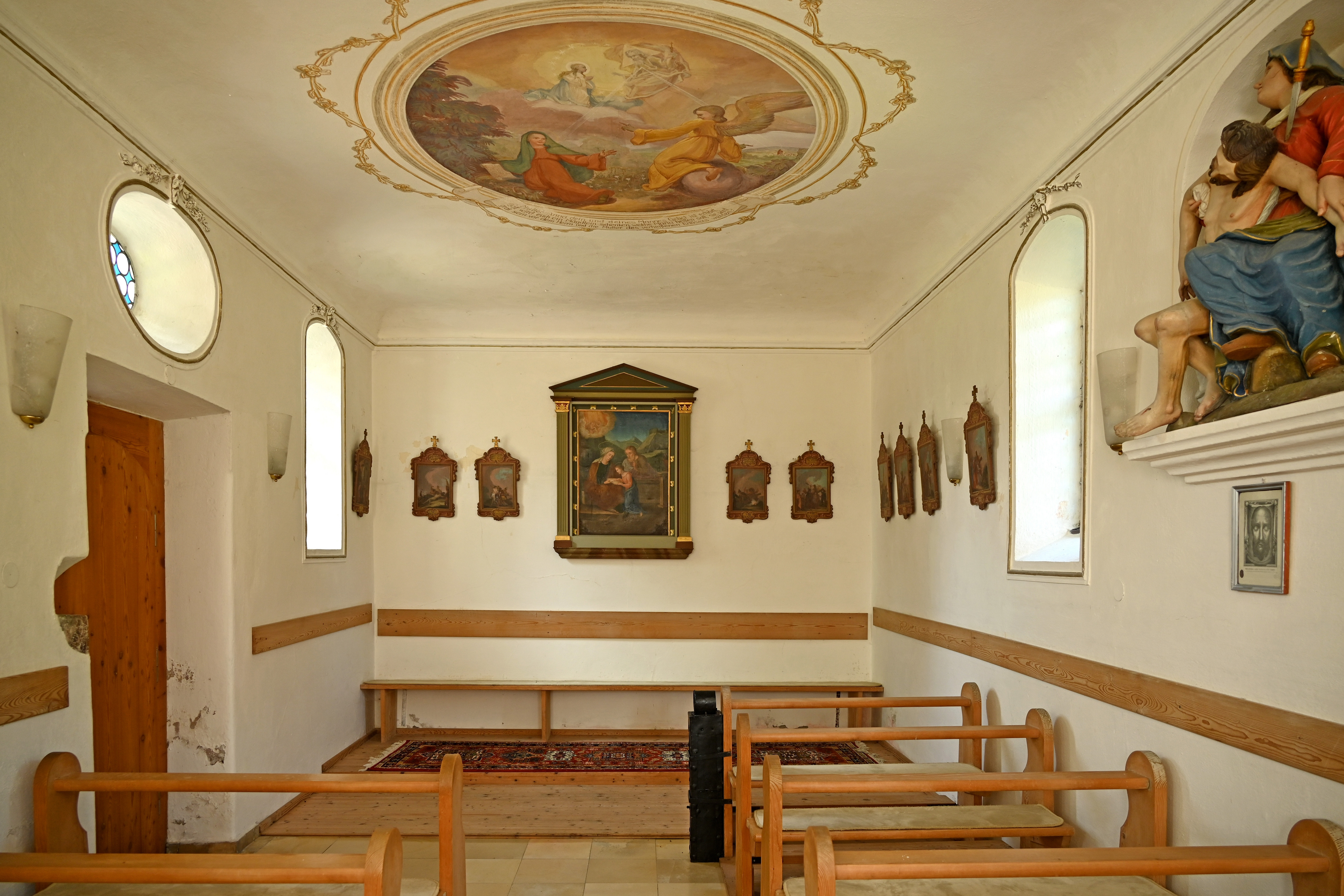
Innenraum nach Westen